# Сорокалетняя война
Сорокалетняя война (1385—1424) — боевые действия на территории современной Мьянмы между мьянманским государством Ава и монским государством Хантавади. Из-за особенностей местного климата боевые действия велись только в сухой сезон года.

## Начало войны
Точное время начала войны неизвестно: согласно монским хроникам это произошло через год после того, как на престол Хантавади взошёл Разадарит, то есть это случилось в конце 1384 или начале 1385 года; мьянманские же хроники дают в качестве времени начала войны 1386 год. После смерти правителя Хантавади Бинья У новым правителем объявил себя его сын Разадарит, однако брат покойного короля Лаукпья, правивший в дельте Иравади, не захотел подчиняться племяннику. Разадарит начал готовиться к подавлению восстания, и Лаукпья обратился к правителю Авы Минджи Свасоке с просьбой о помощи, соглашаясь признать себя авским вассалом. Тот с готовностью согласился, ибо считал себя наследником правителей Паганского царства, частью которого когда-то была и Хантавади.

## Ход событий
Минджи Свасоке вторгся в Хантавади по рекам Иравади и Ситаун, а Лаукпья послал своё войско из дельты Иравади. Разадарит отбил нападение и сам перешёл в наступление на дельту Иравади, где в 1390 году смог взять столицу город Мьяунгмья, захватив и самого Лаукпью. Сыновья Лаукпьи бежали в Аву, и в 1391 году было заключено перемирие.
В 1400 году Минджи Свасоке умер, и в Аве началась борьба за престол. В 1404 году Разадарит нарушил перемирие и вторгся в Авское государство с большим флотом, двигаясь вверх по Иравади. Монские войска осадили Пьи и Аву, но те смогли удержаться. В 1405 году флотилия Разадарита вновь поднялась по Иравади, уничтожая всё на её берегах в рамках тактики «выжженной земли», и занявший авский престол Минкхаун запросил мира. Было заключено новое перемирире. Минкхаун воспользовался передышкой, чтобы разобраться с шанскими княжествами на севере, и вмешаться в вопросы престолонаследия в лежащем на западе араканском государстве.
Разадарит не мог позволить авцам аннексировать Аракан, и отправил туда экспедиционный корпус. Монские войска свергли авского губернатора и посадили на престол араканского принца. В мае 1407 года Минхаун, невзирая на возражения советников, вторгся в Хантавади в начале сезона дождей, но его армия погибла в болотах Нижней Бирмы. В 1408 году Минхауну пришлось отражать набеги шанов с севера, но в 1409 году авские войска вновь вторглись в Хантавади. Авцы осадили монскую столицу Пегу, но в последующей битве потерпели поражение.
После этого Минхаун передал ведение войны в руки своего старшего сына принца Миньекьявсвы, который стремился разгромить Хантавади, ибо в результате поражений в предыдущие годы пленниками Разадарита стали его мать и сестра. В 1410 году авские войска снова вторглись в дельту Иравади, но были отбиты. В 1412 году Миньекьясва вторгся в Аракан, сместил ставленника монов и посадил на трон собственного марионеточного правителя, однако вскоре ему пришлось срочно возвращаться обратно, чтобы отбивать очередное нападение шанов. Пока Миньекьясва воевал с шанами, монские войска в 1413 году опять вторглись в Аракан, и вновь усадили на тамошний престол своего ставленника.
Покончив с шанской проблемой, в 1414 году Миньекьясва вторгся в дельту Иравади, и к 1416 году занял всю её западную часть; в руках монов остались лишь Пегу и Мартабан. Однако в 1417 году Миньекьясва был смертельно ранен в бою. После его смерти обе стороны резко снизили интенсивность боевых действий, и кампании 1417—1418 и 1423—1424 годов не отличались особой напряжённостью.

## Итоги и последствия
В 1422 году, опечаленный смертью сына, скончался авский правитель Минхаун. В этом же году из-за несчастного случая на охоте умер монский правитель Разадарит. В 1423 году новый авский правитель Тхинатху вторгся в Хантавади, пытаясь извлечь пользу из тамошней борьбы за трон, но безуспешно, и в начале 1424 года авские войска ушли. В знак примирения Тхинатху женился на сестре нового монского короля Бинья Рана I.